# Elia Rigotto
Elia Rigotto (født 4. marts 1982 i Vicenza) er en tidligere professionel italiensk landevejscykelrytter.